# عامل السخرة

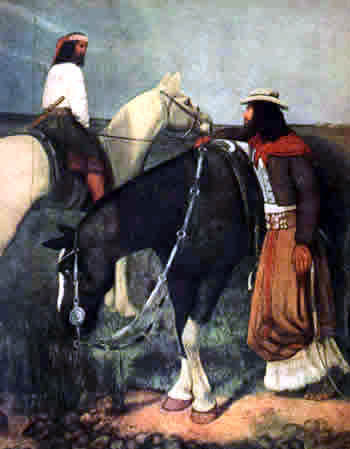

عامل السخرة (عادةً ما يشير هذا المصطلح إلى شخص يخضع لنظام السخرة: أي شكل من أشكال العمل المقيّد أو العمل المأجور يتمتع فيه العامل (عامل السخرة) بسيطرة ضعيفة على ظروف العمل. يمكن أن يشير عامل السخرة ونظام السخرة إلى الفترة الاستعمارية في أمريكا اللاتينية وغيرها من البلدان التي استعمرتها إسبانيا وكذلك الفترة التي تلت الحرب الأهلية الأمريكية عندما إصدار قوانين «الرموز السوداء» للحفاظ على الاسترقاق من خلال وسائل أخرى. تحتوي كلمة العامل السخرة (peon) أيضًا على مجموعة متنوعة من الاستخدامات ذات طابع أقل رسمية.

## الاستخدام
في اللغة الإنجليزية، للعامل السخرة ولنظام السخرة معانٍ مرتبطة بالأصل الإسباني للكلمة، فضلاً عن مجموعة متنوعة من الاستخدامات الأخرى. بالإضافة إلى معنى العامل المُكره، العامل السخرة قد يكون أيضًا شخصًا يتمتع بسلطة ضئيلة، وغالبًا ماتُسند إليه مهام لا تتطلّب المهارة. ويخضع التابع أو أي شخص لرقابة متقلبة أو مجافية للمنطق. بهذا المعنى، العامل السخرة يمكن استخدامها في أي سياق مهين أو منكر للذات.
ومع ذلك، فإن المصطلح له أساس تاريخي واستخدام مرتبط بظروف العمل القسري الأشد قسوة.
- الإنجليزية الأمريكية: بالمعنى التاريخي والقانوني، «العامل السخرة» يشير عادة إلى شخص يعمل في نظام العمل الجائر (المعروف باسم «نظام السخرة»). كلمة تضمر في كثير من الأحيان استعباد المدين أو العبودية المُلزِمة.[1]
- كما أن لها استخدامات أخرى في الثقافات المعاصرة:
- اللغة الإنجليزية، اللهجات المحكية في بلدان جنوب آسيا: تعني كلمة (peon) ساعي مكتب، أو مضيف، أو منظم، أو شخص يحتفظ به لأداء وظائف غريبة (تاريخيًا: رجل شرطة أو جندي مشاة). [وبمعنى لا يمت بصلة لمعاني جنوب آسيا، قد تكون (peon) أيضًا هجاءً بديلاً لـ شجرة البون (من جنس Calophyllum) أو لخشبها، خاصة عند استخدامه في بناء القوارب.]
- شنغهاي: بين الصينيين الأصليين العاملين في الشركات التي تتحدث الإنجليزية، أُعيدت ترجمة الكلمة صوتيًا إلى «يبول على» (تشير إلى الأصل المجازي المفترض لهذا المصطلح)، وتشير إلى عامل يتمتع بسلطة ضئيلة يتعرّض للمهانة من رؤسائه.
- التعاملات المالية باللهجة العامية: (peon) هو أحد المشاركين في السوق الذي يتداول بكميات قليلة أو حساب صغير.

## تاريخها
انتهج الغزو الاسباني للمكسيك وجزر الكاريبي نظام السخرة. وأجبر الغزاة السكان الأصليين العمل لصالح المزارعين الإسبان وأرباب المناجم. كان استخدام العمل السخرة سائدًا في أمريكا اللاتينية، خاصة في المكسيك وغواتيمالا والإكوادور والبيرو. كما لا يزال جزءًا مهمًا من الحياة الاجتماعية، كما هو الحال في أورارينا في منطقة الأمازون في بيرو.
بعد الحرب الأهلية الأمريكية التي امتدت من عام 1861إلى عام 1865، تطوّر نظام السخرة في جنوب الولايات المتحدة. فالمزارعون البيض الفقراء والأميركيون الأفارقة المستعبدين سابقًا والمعروفين على أنهم معتوقون، الذين لم يتمكنوا من تحمل تكاليف زراعة أراضيهم، كانوا يزرعون أراضي شخص آخر، ويتبادلون العمل مقابل حصّة من المحاصيل. وهذا ما كان يسمى المُزارعة وفي البداية كانت المكاسب متبادلة. يقدم مالك الأرض البذور والأدوات لقاء نسبة مئوية من الأموال المكتسبة من المحصول بالإضافة إلى حصة منه. مع مرور الوقت بدأ العديد من مالكي الأراضي بإساءة استخدام هذا النظام. فقد كان مالك الأرض يجبر المزارع المستأجر أو المزارع بالعمولة على شراء البذور والأدوات من متجر مالك الأرض نفسه، الذي غالبًا ما كان يلجأ تضخيم الأسعار. وبما أن المزارعين بالعمولة كانوا في كثير من الأحيان أُميين، فقد اضطروا إلى الاعتماد على دفاتر مالك الأرض وموظفيه وحساباتهم. ومن بين المناورات الأخرى، خصم النفقات على حساب أرباح المؤاكر بعد حصاد المحصول وحدوث «تقدير خاطئ» في الربح الصافي للحصاد، وبالتالي إبقاء المزارع بالعمولة في الدين الدائم لمالك الأرض. نظرًا لأن المزارعين بالعمولة لم يتمكنوا من تعويض التكاليف، فقد أجبروا على العمل القسري بسبب الديون المستحقة لصاحب الأرض. بالإضافة إلى ذلك، تسبّبت الظروف المناخية غير المتوقعة أو التخريبية كالجفاف أو العواصف في تعطيل الزارعة الموسمية أو الحصاد، مما تسبب بدوره في تراكم ديون المزارعين المستأجرين لصالح مُلّاك الأراضي.
بعد الحرب الأهلية الأمريكية، أصدر الجنوب «الرموز السوداء»، وهي قوانين تهدف السيطرة على العبيد السود المحررين. أدرِجت قوانين التشرّد في «الرموز السوداء» هذه. وكان المشردون أو العاطلون عن العمل من الأمريكيين من أصل أفريقي الذين كانوا يبحثون عن عمل، ومعظمهم كانوا عبيدًا سابقين، يُعتقلون ويُغرّمون بتهمة التشرّد. وعادة ما كانوا يفنقرون الموارد اللازمة لدفع الغرامة، مما يؤدي إلى إرسال «المتشرّد» إلى مقاطعة العمل أو توظيفه بموجب عقد برنامج التأجير المحكوم عليه إلى صاحب عمل خاص. حاولت السلطات أيضًا تقييد حركة المعتوقين بين المناطق الريفية والمدن لتقتصر على الحركة بين البلدات.
وبموجب هذه القوانين، اعتقل المسؤولون المحليون عشرات الآلاف من الأشخاص اعتقالًا تعسفيًّا، ووجّهت إليهم تُهم غرامات وتكاليف المحكمة لقضاياهم. كان السود المعتوقون هم الأكثر استهدافًا على الرغم من اعتقال البيض الفقراء، إلا أنهم عادة ما كانوا يعتقلون بأعداد قليلة. وقد سُمح للتجار البيض والمزارعين وأصحاب المشاريع التجارية بتسديد هذه الديون، وكان على السجين العمل لكي يردّ الدين. كان السجناء يُستأجرون ليعملوا عمالًا لدى مالكيهم وأرباب مناجم الفحم ومخيمات الخشب ومصانع القرميد وخطوط السكك الحديدية والمحاجر وزراعة الأرضي الزراعية، وتذهب إيرادات عملهم إلى حكومة الولايات المتحدة. كان المؤجرون مسؤولين عن توفير المسكن والمأكل، وكثيرًا ما كان يُساء إلى العمال في ظل رقابة الدولة الضعيفة. استأجر المسؤولون الحكوميون السجناء السود والبيض لأصحاب المشاريع الصغيرة في المدن والمزارعين المحليين وعشرات الشركات التي تبحث عن عمالة رخيصة. وكان العمال يُباعون ويُشترون باستمرار لعقود من الزمن حتى القرن العشرين، بعد فترة طويلة من الإلغاء الرسمي للعبودية الأمريكية.
انتفعت الولايات الجنوبية والشركات الخاصة من هذا العمل غير المأجور. تشير التقديرات إلى أنه في بداية القرن العشرين ما يصل إلى 40 في المئة من السود في الولايات الجنوبية كانوا واقعين في نظام السخرة. غالبًا ما يستخدم المراقبون والمالكون الحرمان البدني الشديد والضرب والجلد وغيرها من أشكال إساءة المعاملة باعتبارها «ضوابطًا» تضبط العمال.
بعد الحرب الأهلية، حظر التعديل الثالث عشر العمل القسري كنظام السخرة على الجميع باستثناء المجرمين المدانين. أقرّ الكونجرس أيضًا قوانين مختلفة لحماية الحقوق الدستورية للسود الجنوبيين، مما اعتبر كل من ينتهك هذه الحقوق بالتآمر، أو بالتعدي، أو بالتستّر، متّهمًا بارتكاب جريمة يعاقب عليها بالسجن لمدة عشر سنوات والحرمان من الحقوق المدنية. إن الاستخدام غير المشروع لقانون الدولة لتقويض الحقوق بموجب الدستور الاتحادي يُعاقب عليه بالغرامة أو بالسجن لمدة عام. إلى حين إلغاء الرئيس ليندون ب. جونسون العمل القسري في عام 1966 (التاريخ الدقيق غير معروف)، كان المزارعون بالعمولة في الولايات الجنوبية مجبرين على مواصلة العمل لسداد الديون القديمة أو لدفع الضرائب. سمحت الولايات الجنوبية بذلك للحفاظ على المُزارعة.
في أكتوبر 1910، قُتل مزارع مزرعة قصب السكر يدعى إدغار واطسون في ولاية فلوريدا على يد جيرانه. وتقول الأسطورة أنه اعتاد استخدام العمال الأمريكيين الأصليين والسود كعمال سخرة، ثم «يدفع» لعماله من خلال قتلهم. تصوّر الكاتب بيتر ماتيسن قصته في كتابه ‹‹ثلاثية النهر المفقود››. دمجها لاحقًا في رواية ظل الريف.
تضمّنت القضايا التالية التي أبلغت المحكمة عنها نظام السخرة:
- عام 1903، داكوتا الجنوبية، تم الإبلاغ عن فتاة تبلغ من العمر 17 عامًا، باعها والدها وهي في الثانية من عمرها لنظام السخرة[6]
- عام 1904، ألاباما، عشرة أشخاص متهمين تملّك أشخاص بيض وسود في نظام السخرة[7]
- عام 1906، جون و. بيس من ألاباما، «أب» نظام السخرة؛ أصدر صديقه الرئيس ثيودور روزفلت عفوًا عنه.[8]
- عام 1906، حكم على خمسة مسؤولين في شركة جاكسون لومبير في بينساكولا بولاية فلوريدا بالسجن سبع سنوات.[9]
- عام 1916، إدوارد ماكري من جورجيا التشريعية؛ مالك 37000 فدان من الأراضي؛ وُجِهت إليه 13 تهمة. أقر بأنه مذنب في التهمة الأولى ودفع غرامة قدرها 1.000.00 دولار.[10]
- عام 1916، أدين رجلان في مقاطعة ليكسينجتون بولاية ساوث كارولينا بمحاولة إجبار رجل أبيض على نظام السخرة؛ غرّمت كلًا منهما بمبلغ قدره 500 دولار وحكم عليهما بالسجن لمدة سنة ويوم[11]
- عام 1921، أخفق أصحاب مزارع السكر في هاواي بفي محاولة منهم لتشريع نظام السخرة على العمال الصينيين.[12]
- عام 1921، أدين المزارع الجورجي جون س. ويليامز ومراقبه الأسود كلايد مانينغ بقتل 11أسود يعملون كعمال سخرة في مزرعة ويليامز.[13][14] كان وليامز هو المزارع الأبيض الوحيد الذي أدين بقتل عمال السخرة السود في الفترة الممتدة ما بين 1 أبريل 1877 و6 أغسطس 1966.[15]
- عام 1922، أدين مارتن تابيرت من نورث داكوتا في عام 1921 بتهمة التنقل في قطار شحن في فلوريدا بدون تذكرة، وأصبح جزءًا من التأجير في ولاية فلوريدا.[16] توفي في 1 فبراير 1922 بعد تعرضه للجلد بسبب عدم قدرته على العمل بسبب المرض. تقارير وفاته أدت إلى حظر تأجير المحكومين في ولاية فلوريدا في عام 1923.[17]
- عام 1925، بينساكولا، مزارع أبيض من فلوريدا وأربعة أشخاص آخرين أدينوا باستخدام عمالًا زنوجًا في نظام السخرة[18]
- عام 1925، في ولاية كولومبيا، كارولينا الجنوبية، شاب أمريكي من أصل أفريقي كان مفقودًا منذ عام 1923 هرب من نظام السخرة في معسكر عمل.[18]

بسبب التقاليد الإسبانية، كان لا يزال ينتشر نظام السخرة في ولاية نيو مكسيكو بعد الحرب الأهلية الأمريكية. قوانين نيو مكسيكو أيّدت نظام السخرة. أقر الكونجرس الأمريكي قانون نظام السخرة لعام 1867 في 2 مارس 1867، والذي نصّ على الآتي: ‹‹المادة 1990. يُلغى الاحتفاظ بأي شخص ليخدم أو يعمل بموجب النظام المعروف باسم نظام السخرة ويُحظر إلى الأبد في إقليم نيو مكسيكو أو في أي إقليم آخر أو ولاية أخرى في الولايات المتحدة؛ وتعتبر جميع القوانين والتشريعات ... التي سُنّت لتفرض أو لتتعهد، أو لتنفّذ، بشكل مباشر أو غير مباشر، الخدمة أو العمل الطوعي أو القسري لأي شخص كعمال سخرة، في تسديد أي دين أو التزام، أو غير ذلك، باطلة ولاغية››. تم تدوين الإصدار الحالي من هذا النظام الأساسي في الفصل الأول من الفقرة 21 من قانون الولايات المتحدة رقم 42 لعام 1994 ولا يذكر القانون ذكرًا محددًا لولاية نيو مكسيكو.